# Butchulla

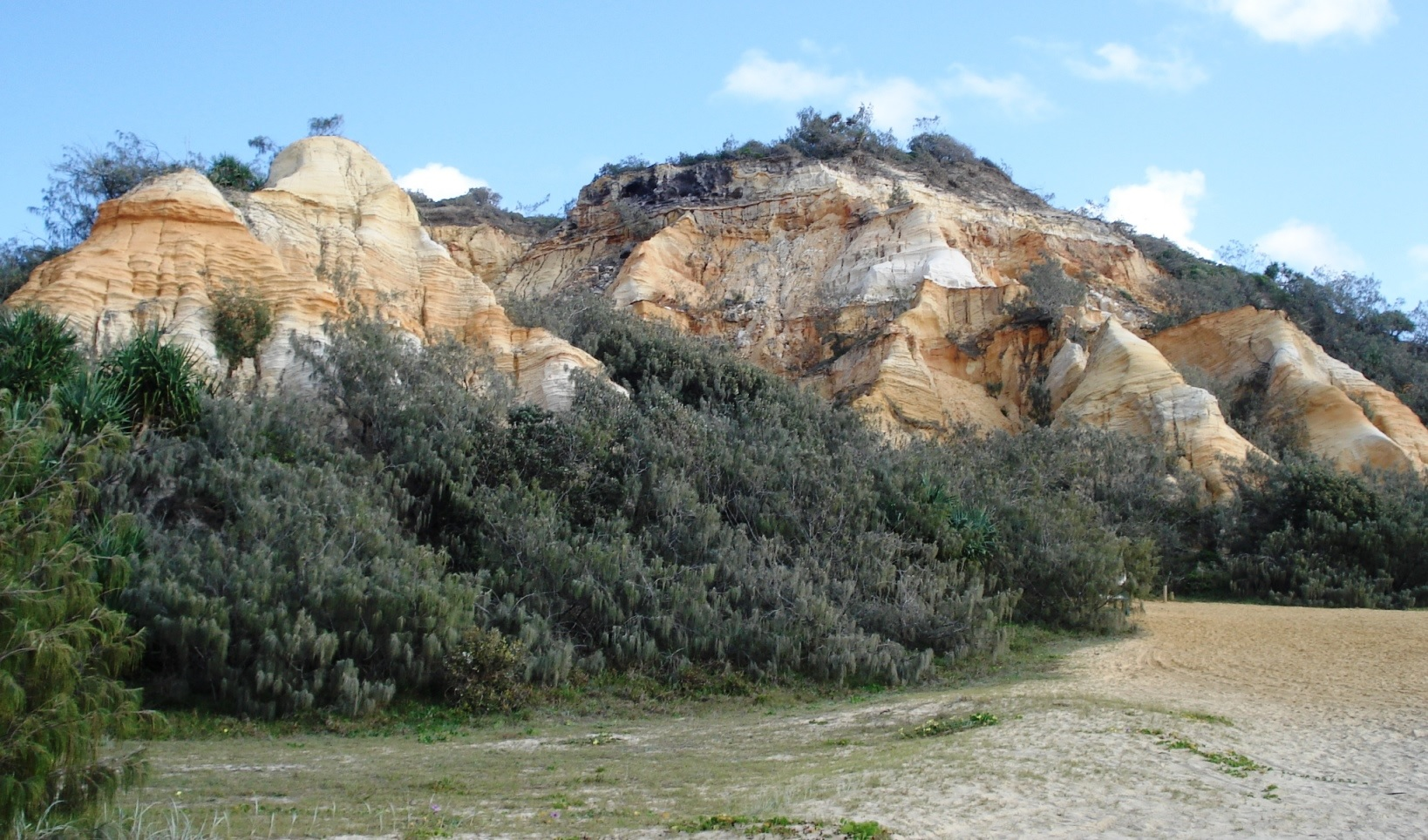
Heiliger Ort der Butchulla - die Teewah Coloured Sands / „The Pinnacles“ / "Coloured Sands" auf K’gari

Die Butchulla, auch Badjtala, Badjala, Badjula, Badjela, Bajellah, Badtjala und Budjilla geschrieben, sind ein Stamm der Aborigines in Queensland, Australien.

## Stammesgebiet
Der Stamm der Aborigines der Butchulla lebte auf K’gari und im Gebiet auf der gegenüberliegenden Küste von Queensland. Auf dem Festland erstreckte sich ihr traditionelles Land vom Double Island Point im Süden bis zur Mündung Burrum River im Norden und bis zum Mount-Bauple-Nationalpark im Westen.

## Bevölkerung
Entsprechend archäologischer Funde auf K’gari wird davon ausgegangen, dass die Insel seit mindestens 5.500 Jahren von den Butchulla bewohnt wurde. In frühen, europäischen Reiseberichten wird von einer Inselbevölkerung von 2000 bis 3000 Bewohnern ausgegangen. Man schätzt die permanente Bevölkerung auf lediglich 400–600 Ureinwohner, die je nach Saison schwankte.  2016 lebten auf K’gari, das damals noch Fraser Island hieß, nur noch sechs Aborigines, bei einer Gesamtbevölkerung von 182 Personen. Es gibt aber Nachkommen dieses Stammes in weiteren Orten Australiens wie in Wondunna, Aldridge, Gala, Sandy Cape (Doolan), Owens, Gundy, Pickles und Broome.
Die Butchulla sprachen eine eigene Sprache, die bislang nicht schriftlich niedergelegt ist.

## Archäologie
Im Jahr 1976 gab es mehrere archäologische Funde wie 152 Muschelhaufen, 66 verstreute Steinwerkzeuge und zahlreiche von den Butchulla gekerbte Bäume.
1994 wurden zwei gekerbte Bäume am Wanggoolba Creek an der Westküste von K’gari und 121 nahe am Lake Bowarrady und Lake Allom gezählt, deren Rinde von den Butchulla zum Kanubau und für Körbe (siehe Coolamons) verwendet worden ist.

## Europäische Kolonisation
Aus der Moreton Bay entflohene Sträflinge waren die ersten Europäer, die in Kontakt zu den Butchulla kamen. Nach Berichten soll sich die Familie Fraser von einem gestrandeten Schiff auf die Insel K’gari gerettet und dort eine Zeitlang gelebt haben. Dabei soll es auch zu Kontakten mit den Butchulla gekommen sein. Nach dieser Episode wurde die Insel Fraser Island genannt. Als sich 1842 am Mary River erste Siedler niederließen, kam es zu erstmals zu Konflikten zwischen Siedlern und Butchulla. Die Kolonialisierung in den 1840er Jahren im Gebiet der Butchulla, veränderten die Lebensbedingungen der Aborigines grundlegend. Sie wurden aus ihrem ursprünglichen Lebensraum verdrängt, denn die Europäer schlugen Holz, rodeten die Wälder, jagten und fischten und raubten ihnen damit ihre Lebensgrundlagen. Ferner wurde auch Gold im Stammesgebiet der Butchulla gefunden, was den Verdrängungsprozess weiter beschleunigte. In der Folge dieser veränderten Bedingungen und Verdrängung überlebte nur ein kleiner Teil der Ureinwohner. Dies wurde erkannt und es sollte Abhilfe geschaffen werden. 1871 wurde eine Aborigines-Missionsstation bei Balarrgan an den North White Cliffs auf Fraser Island errichtet. Die Kolonialverwaltung nutzte sie aber schon kurz darauf als Quarantänestation.

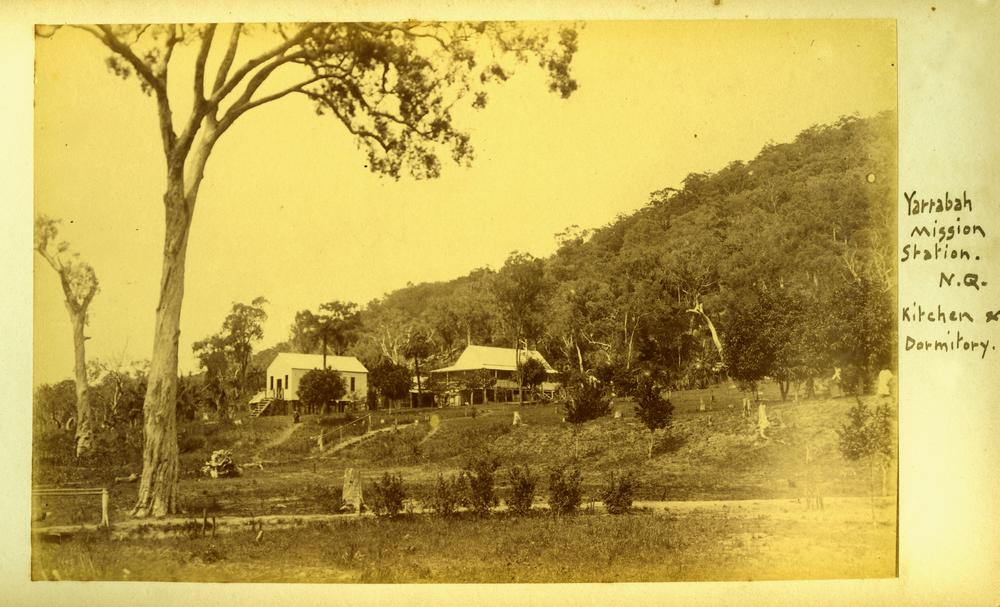
Yarrabah-Missionsstation: Küche und Schlafräume (1899)

1897 errichtete Protector of Aborigines Archibald Meston erneut eine Aborigines-Missionsstation in der alten Quarantänestation, in der er 61 Aborigines von der Insel und vom Festland unterbrachte. Die Zahl stieg bis 1901 auf 147 an. Als eine Freizeitgesellschaft den Ort für ihre Zwecke reklamierte und durchsetzte, wurde die Missionsstation in ein Gebiet etwa 15 Kilometer weiter nördlich verlegt. Die Verhältnisse, in der von den Butchulla genannten Bogimbah-Missionsstation, waren unmenschlich. Die Sterberate war hoch, die Hälfte der dort untergebrachten starben an Krankheiten und Unterernährung. Ferner gab es in dem Gebiet eine Stechmücken- und Sandfliegenplage. 1904 wurde die Station aufgegeben und die Überlebenden wurden in die Missionsstation bei Yarrabah deportiert, etwa 50 Kilometer nördlich von Cairns. Ende des Jahres 2014 legten Angehörige der Butchulla zwei Friedhöfe an den früheren Niederlassungen der Missionsstation mit insgesamt 70 Gräbern frei.

## Traumzeit
In den Vorstellungen der Traumzeit der Butchulla sandte der Schöpfungsgeist Beeral, als er die Welt erschuf, zwei Boten aus, die die raue Erde in ein Paradies verwandeln sollten. Die Traumzeitgeschichte der Butchulla wird in leichten Abwandlungen, insbesondere die Rolle des weibliche Wesens K’gari, unterschiedlich wiedergegeben.
Das männliche Wesen Yindingie und K’gari, das weibliche Wesen, schufen ein irdisches Paradies. Als  K’gari erschöpft an einer Bucht in Schlaf fiel, verwandelte Yindingie ihren Körper in die lang gestreckte Insel. Während sie schlief, zog er ihr die Regenwälder als Kleider an und bemalte ihren Körper in den Farben des Regenbogens, ihren Augen verlieh er den Glanz und Glitzer der Seen auf der Insel. Den Himmel über ihr dekorierte er mit wundervollen Vögeln. Damit sie nicht allein blieb, übergab er die Insel den Butchulla.
In einer anderen Erzählung wachte K’gari auch nach dem Schlaf auf und bat Yindingie darum auf der Erde bleiben zu dürfen. Sie sei im Paradies angekommen. Da sie ein Geist sei, so Yindingie, müsse er sie vergegenständlichen, damit sie auf der Erde bleiben könne und verwandelte sie in Frazer Island.
Spirituelles Zentrum der Butchulla sind die Coloured-Sand-Dünen.

## Native Title
Seit dem 24. Oktober 2014 hat die Butchulla Aboriginal Corporation RNTBC, die die Landrechte der Butchulla vertritt, vor Gericht einen Native Title erstritten. Dieser Rechtstitel umfasst im Wesentlichen kulturelle Gepflogenheiten, Erhalt von historisch bedeutsamen Orten, Nutzung natürlicher Ressourcen. Besitz- und Eigentumsverhältnisse umfasst er nicht.